# Thricops beckeri
Thricops beckeri är en tvåvingeart som först beskrevs av Pokorny 1893.  Thricops beckeri ingår i släktet Thricops och familjen husflugor. Inga underarter finns listade i Catalogue of Life.